# Vera Efron
Vera Efron-Kosmina, född 4 april 1959 i Novokuznetsk i Ryska SFSR, Sovjetunionen, är en rysk förläggare och författare verksam i Sverige.

## Biografi
Efron tillhör den kända förläggarsläkten Efron[källa behövs] och studerade vid Leningrads universitet.[källa behövs] Hon tvingades lämna Sovjetunionen och fick permanent uppehållstillstånd i Sverige 1989, där hon startade ett förlag tillsammans med sin dotter.

## Utmärkelser
- 2006 – Stiftelsen Klas de Vylders stipendium för invandrarförfattare[2]

### Redaktör eller medförfattare
- 2006 – Natasja T.; Efron Vera. Såld. Saltsjö-Duvnäs: Efron & dotter. Libris 10043600. ISBN 9197574732
- 2007 – Grigorʹev, Boris Nikolaevič; Forsberg Tore, Eriksson Bengt. Spioner emellan ([Ny utg.]). Saltsjö-Duvnäs: Efron & dotter. Libris 10465728. ISBN 9789185653096
- 2009 – Sokolov, Vladimir; Efron Vera, Eriksson Bengt. Spionernas hemliga vapen. Saltsjö-Duvnäs: Efron & dotter. Libris 11500126. ISBN 9789185653256
- 2014 – Natasja T.; Efron Vera. Nästan fri. Stockholm: Pocketförlaget. Libris 14749735. ISBN 9789187319877